# 니시하라 쿠미코
니시하라 쿠미코(일본어: 西原 久美子, 1965년 4월 27일 ~ )는 일본의 여자 성우다. 본명은 와타나베 쿠미코(일본어: 渡辺 久美子).

## 출연작
- 디지몬 프론티어 - 루체몬
- 스크라이드 - 테라다 아야세
- 시간탐험대 - 스카이
- 신풍괴도 쟌느 - 핀 피쉬
- 원피스 - 페로나